# Pianopoli
Pianopoli är en ort och kommun i provinsen Catanzaro i regionen Kalabrien i Italien. Kommunen hade 2 609 invånare (2018).